# Gostavățu
Gostavățu – wieś w Rumunii, w okręgu Aluta, w gminie Gostavățu. W 2011 roku liczyła 1555 mieszkańców.